# Reginó de Prüm
Reginó de Prüm (en forma llatinitzada Regino Prumiensis nascut el 842, mot el 915) fou un canonista i cronista medieval. Va néixer a Altrip prop d'Espira (ara Alemanya). Reginó va ser educat en el monestir de Prüm, on es va fer monjo el 892; just després que el monestir fos saquejat pels danesos, en fou nomenat abat. En 899, però, va ser desposseït del títol i se'n va anar a Trèveris, on va ser nomenat abat de Sant Martí. Va morir el 915, i està enterrat a l'Abadia Imperial de Sant Maximí. La seva tomba va ser descoberta el 1581.
Reginó va escriure una crònica sobre la història del món des del començament de l'era cristiana 906, especialment al voltant de Lorena. Està dedicada a Adalberó, el bisbe d'Augsburg († 909). El primer llibre (que va fins a l'any 741) s'extreu principalment de Beda de Pau Diaca i altres autors. L'última part del llibre segon (741-906) és particularment interessant, per bé que la cronologia mostra errors i que l'autor es basa principalment en la tradició i rumors, per a la seva informació: va tenir també accés a fonts interessants, sobretot de Bretanya. L'obra va ser continuada a partir de 967 per un monjo de Trèveris, probablement Adalbert, arquebisbe de Magdeburg († 981). La crònica es va publicar per primera vegada a Mainz el 1521.
Reginó de Prüm és també l'autor d'una col·lecció sistemàtica canònica coneguda com a De synodalibus causis. En el cànon Episcopi, promulgat en 906, Regino va dir que les dones que diuen cavalcar en la nit amb els dimonis són víctimes d'il·lusions diabòliques. Aquesta doctrina serà posteriorment combatuda pels eclesiàstics que perseguiran les bruixes al segle xvi i segle xvii (segons el Malleus Maleficarum).